# 形態素
形態素（けいたいそ、英: morpheme）とは、言語学の用語で、意味をもつ表現要素の最小単位。ある言語においてそれ以上分解したら意味をなさなくなるところまで分割して抽出された、音素のまとまりの一つ一つを指す。
形態素の一般的な性質や、形態素間の結びつきなどを明らかにする言語学の領域は、形態論と呼ばれる。

## 概要
形態素には、いくつかのタイプがあると考えた方が良いことが分かっている。また、それぞれの言語によっても違いが現れるので、ここではまず英語と日本語での例を示す。
英語では、空白で区切られる語 (英: word) よりも細かい単位である。たとえば、名詞の複数形の -s なども独立した形態素である。日本語では、日本語文法におけるいわゆる文節よりも細かい単位である、自立語（あるいは「詞」）と付属語（あるいは「辞」）および接辞が形態素である。

## 分類

### 機能的形態素
「やま」のように、単独で語として（日本語文法では、文節として）現れるものと、「お金」の「お-」のように、単独では用いられず必ず他の形態素とともに現れるものがある。前者の「やま」のような形態素を自由形態素 (英: free morpheme)または内容形態素という。また、後者の「お金」の「お-」のような形態素を拘束形態素または束縛形態素 (英: bound morpheme) という。例えば、英語の{boy}、{fly}などの形態素は実質な意味を持ち、単独で用いられるから、前者の自由形態素である。
また、語彙的な意味を持つものとそうでないものに分けることができる。語彙的な意味を持つ形態素を語根 (英: root/英: radical) という。例えば、「たか-さ」「たか-い」に共通して現れる「たか-」は語根であり、「空間的な位置が上方にあって下との距離が大きい」という語彙的な意味を持つ。これに対して、「-さ」や「-い」に語彙的な意味を認めるのは難しく、むしろ、「-さ」は「たか-」を名詞として機能させる形態素であり、「-い」は「たか-」を形容詞として機能させる形態素であると考えられる。この「-さ」や「-い」のように、機能的あるいは文法的な意味は持つが語彙的な意味は持たないと考えられる形態素を機能的形態素 (英: functional morpheme) または文法的形態素 (英: grammatical morpheme) という。
語根は、自由形態素であることもあれば、拘束形態素であることもある。「たか-さ」「たか-い」の「たか-」は単独で語として現れることがないので拘束形態素であり、一方「やま」「あお」のような語根は単独で語となる自由形態素である。
構造上、語として振る舞う拘束形態素を接語と呼び、それ以外の拘束形態素を接辞と呼ぶ。
一つの形態素が互いに微妙に異なる複数の現れ方をすることがある。例えば「あめふり」、「あまやどり」、「きりさめ」に含まれる「あめ」、「あま」、「さめ」は同じ「雨」という意味を持つ形態素に属していると考えられる。このとき、「あめ」「あま」「さめ」という三つの形態 (英: morph) は、同一の形態素に属し、互いに異形態であるという。一つの形態素に属する複数の形態についても、「あめ」のように単独で語として現れうる自由形態 (英: free morph) と、「あま-」「-さめ」のように必ず他の形態素にくっついて現れる拘束形態 (英: bound morph) とを区別することができる。

### 文法的形態素
文法的形態素（ぶんぽうてきけいたいそ）とは、語根（基礎語幹）で示す観念を特定の文法範疇へ方向づけるものである。比較言語学によってその原初的構成部分を分離できる。語根と接尾辞からなる全体が語幹を形成するが、語基と形態素の複合でもある。印欧語学では、セム語派と異なり、この語幹を基礎として全体系が構築される。その理由は、語幹に文法的形態素が前接（加音/重複等）するか、後接（接尾）するという、文法的特性を有する形態素の附加により、格と数と人称（語尾の活用・曲用）とが示されるからである。（ギリシア語では、「現在のアスペクトの動詞語幹とアオリストのアスペクトの動詞語幹」とが対立し、活用の基礎となる。）
そしてこれらに、「派生」が加わる：形態素の附加により、派生語が形成される。活用や曲用のわく内で同一語が採るさまざまな語形のことでなくて、接尾される形態素により、名詞・形容詞・動詞・副詞等のあらゆる文法範疇の語が派生する（この派生語はセム語系の「形態素」にも広く通じるものであり、「語基」をもとに、あらゆる文法的形態素が附加され、意味論的観念からも、膨大な派生語（語彙）を形成する）。
また、形態素の附加とそれから生ずる音韻の変化は、通時的な音韻の変化・発展を考慮する必要をも生じ、同定については歴史言語学的音韻論に依拠しなければならない。